# Ivan Perestiani
Ivane Perestiani (georgiska: ივანე პერესტიანი; ryska: Иван Николаевич Перестиани: Ivan Nikolajevitj Perestiani), född 13 april (1 april enligt g.s.) 1870 i Taganrog i Kejsardömet Ryssland, död 14 maj 1959 i Moskva i Sovjetunionen, var en georgisk, rysk och sovjetisk filmregissör, manusförfattare och skådespelare.

## Filmografi i urval

### Regi
- 1923 – Krasnye djavoljata (Красные дьяволята, fritt översatt: De röda djävlarna) [2][3]